# محمدرضا عیوضی
محمدرضا عیوضی (زاده ۶ دی ۱۳۵۰ (خورشیدی)) خواننده موسیقی پاپ و بازیگر ایرانی است. از کارهای ماندگار وی می‌توان به «گل واژهٔ خلقت»، تیتراژ سریال روزگار جوانی و «میلاد امام» اشاره نمود. در سالهای اخیر این خواننده فعالیتی ندارد.

## آلبوم‌ها
- رنگین کمون
- بر می‌گردم
- دختر شاه پریون
- یه روز برفی
- دل خوش سیری چند؟

| نام ترانه             | ترانه‌سرا           | آهنگساز            | تنظیم           |
| --------------------- | ------------------ | ------------------ | --------------- |
| بانو با (ایلیا منفرد) | ایلیا منفرد        | ایلیا منفرد        | ایلیا منفرد     |
| آواره                 | ایلیا منفرد        | ایلیا منفرد        | ایلیا منفرد     |
| باور کن               | ایلیا منفرد        | ایلیا منفرد        | ایلیا منفرد     |
| رنگین کمون ۲          | طهمورث پورشیرمحمدی | عیوضی - ثابت       | علی ثابت        |
| دیگه زنگ نزن          | ایلیا منفرد        | ایلیا منفرد        | ایلیا منفرد     |
| بازی                  | ایلیا منفرد        | ایلیا منفرد        | ایلیا منفرد     |
| افسانه خوشبختی        | طهمورث پورشیرمحمدی | محمدرضا چراغعلی    | محمدرضا چراغعلی |
| دل خوش سیری چند؟      | ایلیا منفرد        | ایلیا منفرد        | ایلیا منفرد     |
| نوایی                 | طبیب اصفهانی       | ملودی مقامی خراسان | ایلیا منفرد     |
| بی خیال               | ایلیا منفرد        | ایلیا منفرد        | ایلیا منفرد     |

- حس خوب

| نام ترانه         | ترانه‌سرا      | آهنگساز       | تنظیم         |
| ----------------- | ------------- | ------------- | ------------- |
| عشق تنها شد       | فریبا وکیلی   | علیرضا افکاری | علیرضا افکاری |
| نوازش             | بابک صحرایی   | علیرضا افکاری | علیرضا افکاری |
| یه گونه ای باش    | سروش دادخواه  | علیرضا افکاری | محمد خاکزاد   |
| این روزا          | بابک صحرایی   | محمد خاکزاد   | محمد خاکزاد   |
| چاردیواری         | روزبه بمانی   | علیرضا افکاری | علیرضا افکاری |
| حس خوب            | بابک صحرایی   | حامد حنیفی    | میلاد اکبری   |
| نگاهت رو ازم نگیر | داود رحمت‌الهی | علیرضا افکاری | معین راهبر    |
| یکی هست           | الناز اسفندفر | علیرضا افکاری | رضا تاجبخش    |
| انتظار            | داود رحمت‌الهی | وحید مهرداد   | وحید مهرداد   |
| آیریلیق           |               |               | رضا تاجبخش    |

## تک آهنگ‌ها
| نام ترانه                 | ترانه‌سرا                                                                 | آهنگساز            | تنظیم                  |
| ------------------------- | ------------------------------------------------------------------------ | ------------------ | ---------------------- |
| راز                       | بابک صحرایی                                                              | ناصر چشم‌آذر        | ناصر چشم‌آذر            |
| نوازش (بازخوانی)          | سروش دادخواه                                                             | شادمهر عقیلی       |                        |
| نوایی                     | طبیب اصفهانی                                                             | ملودی مقامی خراسان | ایلیا منفرد            |
| بانو با (ایلیا منفرد)     | ایلیا منفرد                                                              | ایلیا منفرد        | ایلیا منفرد            |
| رنگین کمون ۲              | طهمورث پورشیرمحمدی                                                       | عیوضی - ثابت       | علی ثابت               |
| نمی‌بینی چقدر خستم         | زهره زمانی                                                               | حامد حنیفی         | حامد حنیفی             |
| عید                       | عبدالجبار کاکایی                                                         | علی مهاجری         | محمدرضا عقیلی          |
| باور کن                   | ایلیا منفرد                                                              | ایلیا منفرد        | ایلیا منفرد            |
| خاک تشنه                  | طهمورث پورشیرمحمدی                                                       | هیربد حسینی        | هیربد حسینی            |
| صدا ام داری یا نه         | حسین راما                                                                | محمد خاکزاد        | محمد خاکزاد            |
| فروردین                   | حسین راما                                                                | محمد خاکزاد        | محمد خاکزاد، علی حسینی |
| نگاهت رو ازم نگیر         | داود رحمت‌الهی                                                            | علیرضا افکاری      | معین راهبر             |
| حس خوب                    | بابک صحرایی                                                              | حامد حنیفی         | میلاد اکبری            |
| این روزا                  | بابک صحرایی                                                              | محمد خاکزاد        | محمد خاکزاد            |
| مسکن                      | سمانه مصدق                                                               | دانیال شهرتی       | دانیال شهرتی           |
| بارون                     | ترانه مکرم                                                               | دانیال شهرتی       | دانیال شهرتی           |
| سایه                      | سجاد عزیزی آرام                                                          | محمدرضا چراغعلی    | دانیال شهرتی           |
| هوای حوا                  | امیر بحرینی زاده                                                         | فرهاد بیاضی        | دانیال شهرتی           |
| پازولینی                  | بابک صحرایی                                                              | دانیال شهرتی       | دانیال شهرتی           |
| چشمای خاکستری             | آوا درویش                                                                | دانیال شهرتی       | دانیال شهرتی           |
| تلاطم                     | مهشاد عرب                                                                | دانیال شهرتی       | دانیال شهرتی           |
| خداحافظی                  | فرشته لاری زاده                                                          | دانیال شهرتی       | دانیال شهرتی           |
| آتشی در جان من افتاده است | بابک صحرایی                                                              | دانیال شهرتی       | دانیال شهرتی           |
| وابستگی                   | امیر شیرازی                                                              | سعید کهریزکی       | دانیال شهرتی 1. 2.     |
| آیکون خرد                 | این یک مقالهٔ خرد خواننده است. می‌توانید با گسترش آن به ویکی‌پدیا کمک کنید. |                    |                        |